# Namdhari

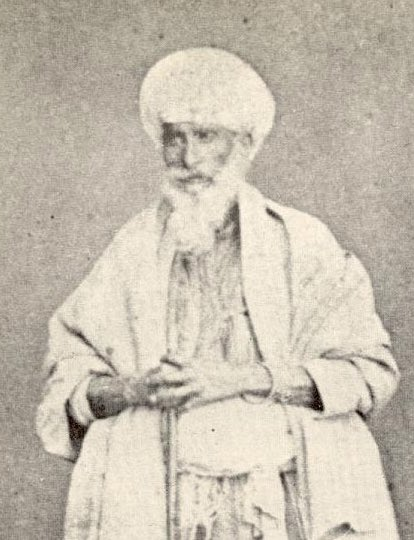
Gurcharan Singh Kuka, soldat de l’armée de Ranjit Singh. Émissaire pour crée une alliance entre l’empire de Russie et les Sikh.

Namdhari est un courant du sikhisme fondé au XIXe siècle en Inde par Baba Balak Singh. Depuis cette obédience est devenue plus ou moins une secte. À l'époque les Namdharis ont cherché à rejeter l'envahisseur britannique; ils ont pris une part importante dans la lutte pour l'indépendance. Le deuxième leader des Namdharis a été Baba Ram Singh. Le mouvement a été créé pour ramener le sikhisme sur une voie plus proche des Écritures, moins laxiste :  drogues, alcool et viande étaient strictement interdits. En 1872 Baba Ram Singh a été emprisonné hors de l'Inde, à Rangoon, par les Britanniques tandis que 66 de ses partisans ont été exécutés. Les Namdharis de l'époque luttaient aussi contre les vendeurs de viande au Penjab.
Contrairement à l'immense majorité des sikhs qui croient que le Guru éternel, le Guru Granth Sahib, est le livre laissé par les maitres temporels ; les Namdharis pensent que le Guru Ram Singh est le gourou véritable, qu'il est toujours vivant et reviendra un jour en Inde. Depuis 2012, Takur Singh est le nouveau gourou du courant.
Les croyants à cette mouvance sont reconnaissables par le turban blanc mis horizontalement sur leurs têtes. Ils mêlent à leurs mariages une cérémonie du feu; le feu, (havan en sanskrit), fait partie de leurs rites religieux, ce qui les rapproche de l'hindouisme. Ils prient avec des chapelets.
Ils utilisent des cris dénommés kuks pour entrer en transe méditative.